# De Tomaso
De Tomaso Automobili SpA (anteriormente conhecida como De Tomaso Modena SpA) é uma montadora de automóveis italiana. Foi fundada pelo argentino Alejandro de Tomaso (1928–2003) em 1959 (Modena, Itália). Originalmente produzia vários protótipos e carros de corrida, incluindo um carro de Formula 1 para a equipa Frank Williams em 1970. Maior parte do financiamento para a construtora vinha do cunhado de Alejandro, Amory Haskell Jr, Rowan Industries. Em 1971, a Ford adquiriu as acções de Rowan na empresa, totalizando 84%, com Alejandro de Tomaso mantendo o equilíbrio.
A Ford venderia novamente a sua participação na empresa em 1974 a Alejandro.  A marca De Tomaso foi adquirida em 2014 pela Ideal Team Ventures de Hong Kong e em 2019, a recém formada companhia apresentou o seu primeiro produto, carro desportivo com estilo retro chamado P72.

## História
As listras azuis e brancas do fundo do logotipo são as cores da bandeira nacional da Argentina. O símbolo em primeiro plano que se parece com a letra "T" é o símbolo da marca de gado da propriedade Ceballos, onde Alejandro cresceu.
A empresa desenvolveu e produziu carros esportivos e veículos de luxo, principalmente os grand tourers Mangusta e Pantera, de corpo italiano, movidos pela Ford. De 1976 a 1993, De Tomaso possuía a fabricante italiana de carros esportivos Maserati e era responsável pela produção de carros como Biturbo, Kyalami, Quattroporte III, Karif e Chrysler TC. De Tomaso também era dono da empresa de motos Moto Guzzi de 1973 a 1993.

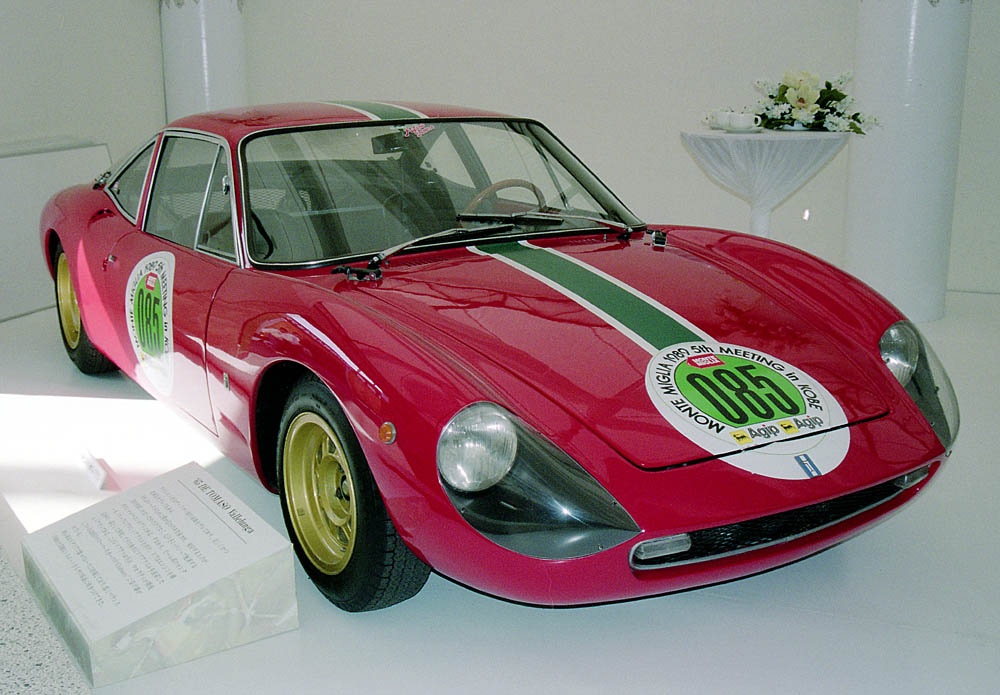
De Tomaso Vallelunga

De Tomaso entrou em liquidação em 2004, embora a produção de carros novos continuasse após essa data. Em 2008, um comprador estava sendo procurado pela fábrica e marcas comerciais De Tomaso, de acordo com os liquidatários nomeados pelo tribunal. Em 2009, Gian Mario Rossignolo comprou a marca De Tomaso e fundou uma nova empresa chamada De Tomaso Automobili SpA. Rossignolo planejava montar chassis e carrocerias em uma das antigas instalações de produção da Delphi Automotive em Livorno e instalar carrocerias, pintar e finalizar seus carros na antiga fábrica de Pininfarina em Grugliasco.

Em maio de 2012, a De Tomaso estava novamente à venda depois que seu plano de negócios não conseguiu obter apoio financeiro suficiente. Em julho de 2012, Rossignolo foi preso na sequência de alegações de que usava indevidamente 7.500.000 € em fundos do governo. Em setembro de 2012, surgiram especulações de que a BMW poderia estar interessada na fábrica da marca para produzir novos modelos BMW.

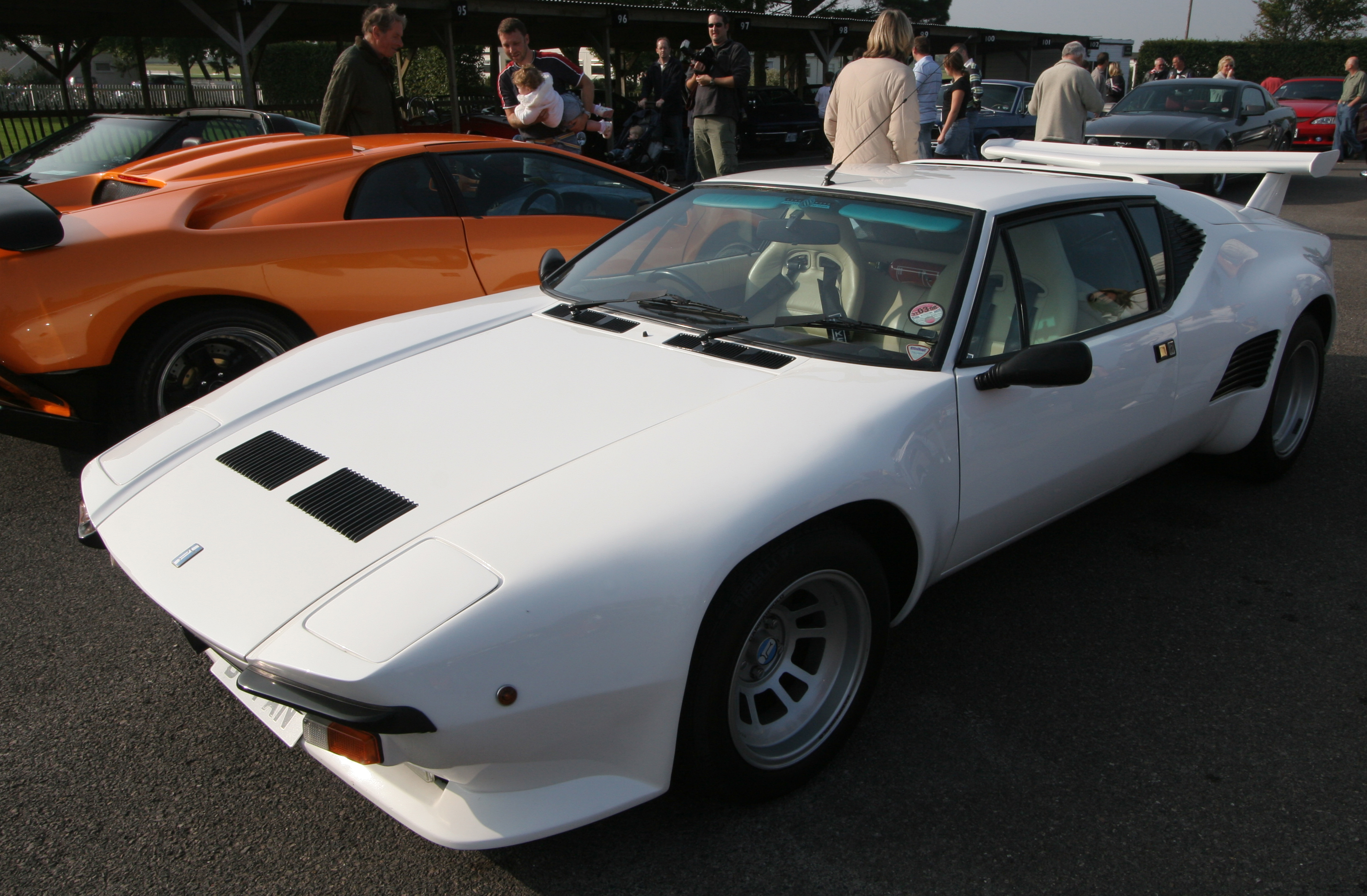
De Tomaso Pantera

Em 2014, a oficina original em Módena estava em abandono.

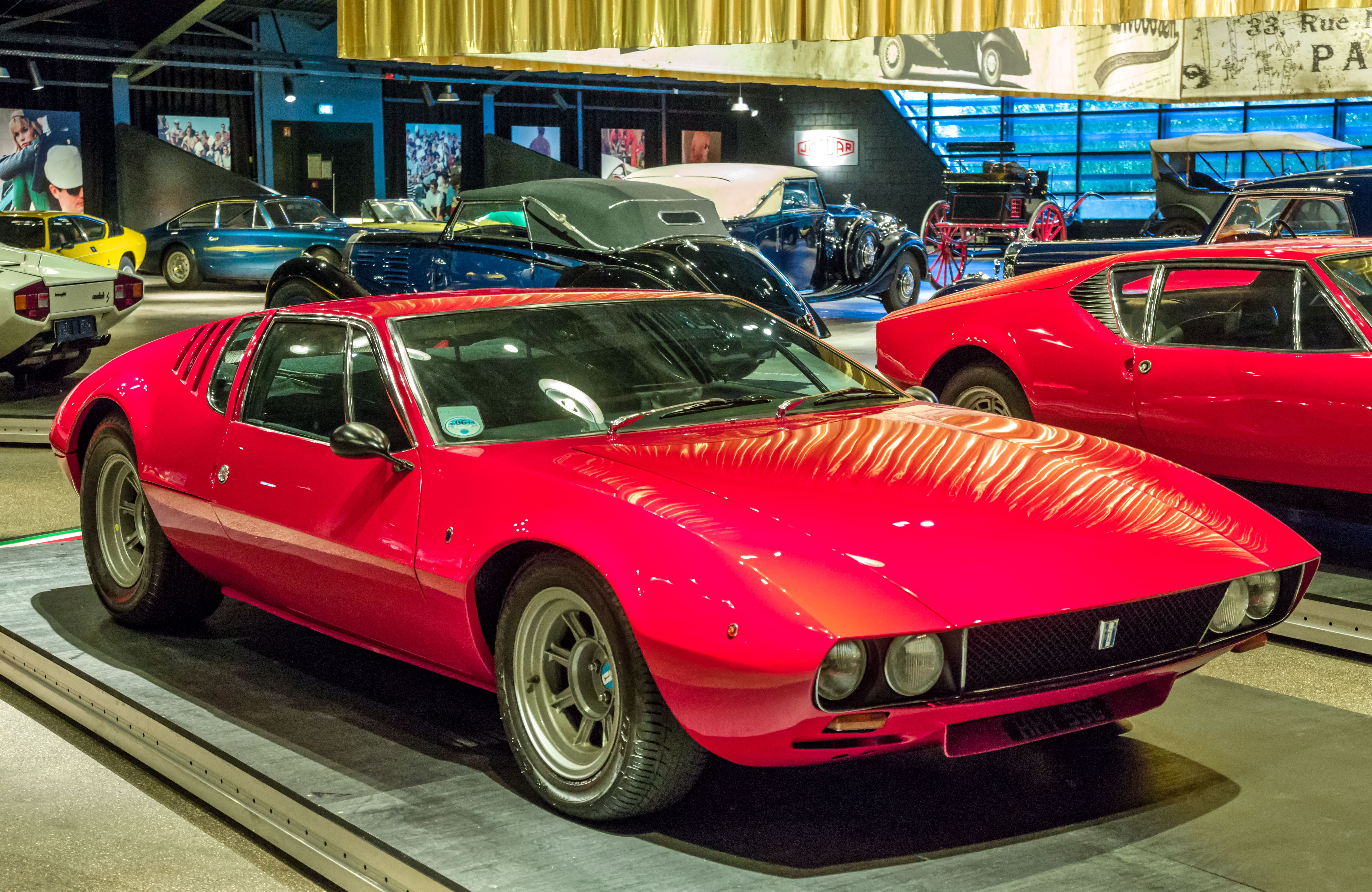
De Tomaso Mangusta

Em abril de 2015, um tribunal de falências italiano aprovou a venda da empresa para a Consolidated Ideal Team Ventures, com sede em Hong Kong, por 1.050.000 €. Segundo o relatório de venda "Um advogado do comprador anunciou que a Ideal Team Venture planeja produzir carros na China com o nome De Tomaso".

## Carros de luxo De Tomaso
Embora a De Tomaso seja conhecida principalmente como fabricante de carros esportivos de alto desempenho, a empresa também produziu coupés e sedãs de luxo em pequeno número ao longo das décadas de 1970 e 1980.
O Deauville de 1971 foi um esforço para rivalizar com os sedãs da Jaguar e Mercedes-Benz contemporâneos. Com o mesmo motor do Pantera montado na frente, o Deauville estava vestido com um corpo angular de quatro portas Tjaarda/Ghia . O Deauville não competiu com seus rivais, especialmente os alemães, na perspectiva da qualidade da construção. Apesar de permanecer nas ofertas de De Tomaso até 1985, apenas 244 foram feitas. Um único exemplo de propriedade foi construído para a esposa de Alejandro de Tomaso, a americana Isabelle Haskell. 

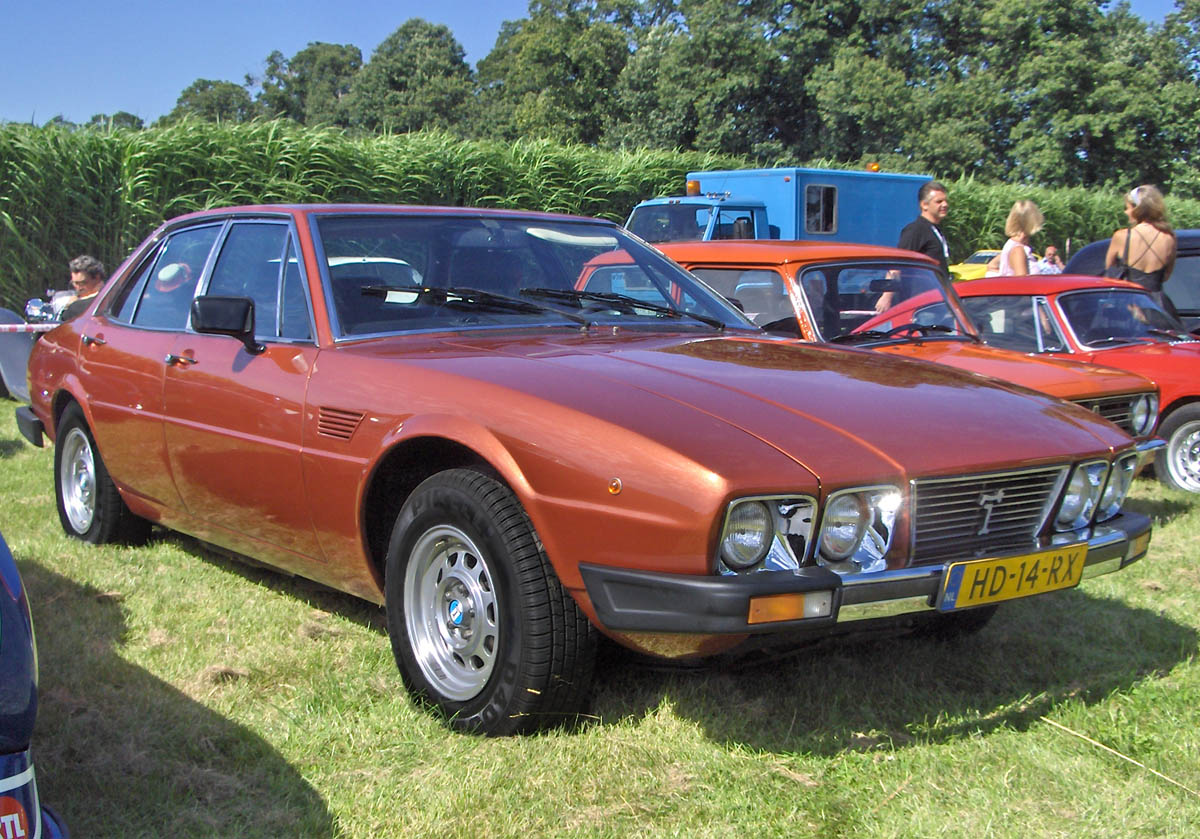
De Tomaso Deauville 1981

Em 1972, De Tomaso introduziu um cupê baseado no Deauville, com um chassi Deauville ligeiramente encurtado e o mesmo motor Ford V8, chamado Longchamp. Seu design de carroceria, no entanto, era substancialmente diferente e influenciado pelo protótipo Lancia Marica, também desenhado por Tom Tjaarda. Um total de 409 carros de todas as variações foram construídos quando a produção terminou em 1989.

## Maserati
Artigo principal: Maserati
Com a assistência do governo italiano, De Tomaso assumiu a Maserati em 1976, depois que seu proprietário, Citroën, declarou que não apoiaria mais a empresa deficitária. O primeiro Maserati De Tomaso introduzido, o Kyalami, foi um Longchamp redesenhado por Frua, com o motor Ford substituído pelo próprio V8 de 4,2 litros da Maserati. O Kyalami permaneceu em produção até 1983, quando foi substituído pelo Biturbo, introduzido dois anos antes. Outros carros introduzidos sob a propriedade De Tomaso incluíam o Quattroporte III/Royale e IV, o Barchetta, o Ghibli e o Shamal. Todos os últimos carros que não o Quattroporte III foram baseados no Biturbo, enquanto o Quattroporte foi baseado na plataforma Kyalami. De Tomaso introduziu esse conceito de compartilhamento de plataforma para economizar custos de desenvolvimento em novos modelos. Em 1993, De Tomaso vendeu a Maserati para o Grupo Fiat devido à queda nas vendas e à baixa rentabilidade.

## Innocenti
Artigo principal: Innocenti
Em 1976, Innocenti passou para Alejandro de Tomaso e foi reorganizado pelo grupo De Tomaso sob o nome de Nuova Innocenti.
Entre 1976 e 1987, o Innocenti de primeira linha foi o Innocenti Mini de Tomaso, uma versão esportiva do Innocenti Mini desenvolvida por De Tomaso, inicialmente equipada com o motor British Leyland 1275 cc e de 1982 a 1987 com um motor de 1.0 litros motor turbo Daihatsu turbo.
De Tomaso vendeu o Innocenti para a Fiat em 1993.

## Renascimento
Aquisição em 2009

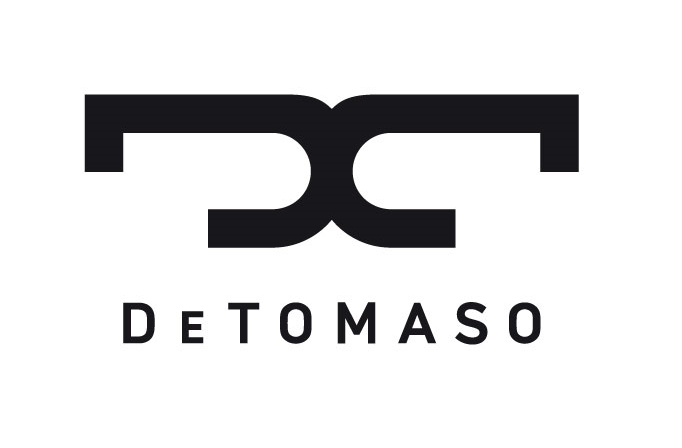
Novo logo De Tomaso

Em 2009, a marca De Tomaso foi comprada pelo ex-executivo da Fiat, Gian Mario Rossignolo, que fundou uma nova empresa chamada De Tomaso Automobili SpA. Um novo plano de negócios para a empresa exigia a produção de três modelos para um total de 8.000 veículos: 3.000 crossovers, 3.000 limusines e 2.000 carros esportivos de dois lugares.
De Tomaso Deauville 2011
No Salão Automóvel de Genebra de 2011, De Tomaso apresentou um novo modelo. O novo De Tomaso Deauville deveria ter sido um veículo hatchback/crossover de cinco portas com tração nas quatro rodas, que, nos detalhes de seu estilo, cita os modelos da BMW e da Mercedes-Benz. O intervalo proposto incluía dois motores a gasolina de 300 cv e 500 cv, além de um diesel da VM Motori.com 250 PS. O Deauville permaneceu um protótipo, pois a nova empresa nunca iniciou a produção e o presidente da empresa, Rossignolo, foi preso em 2012 por conta de apropriação indevida de fundos retirados do governo italiano para reviver a marca De Tomaso. Como resultado, 900 funcionários da empresa foram despedidos. Rossignolo foi condenado a cinco anos e meio de prisão por acusações de fraude e peculato em 2018.
Aquisição em 2014

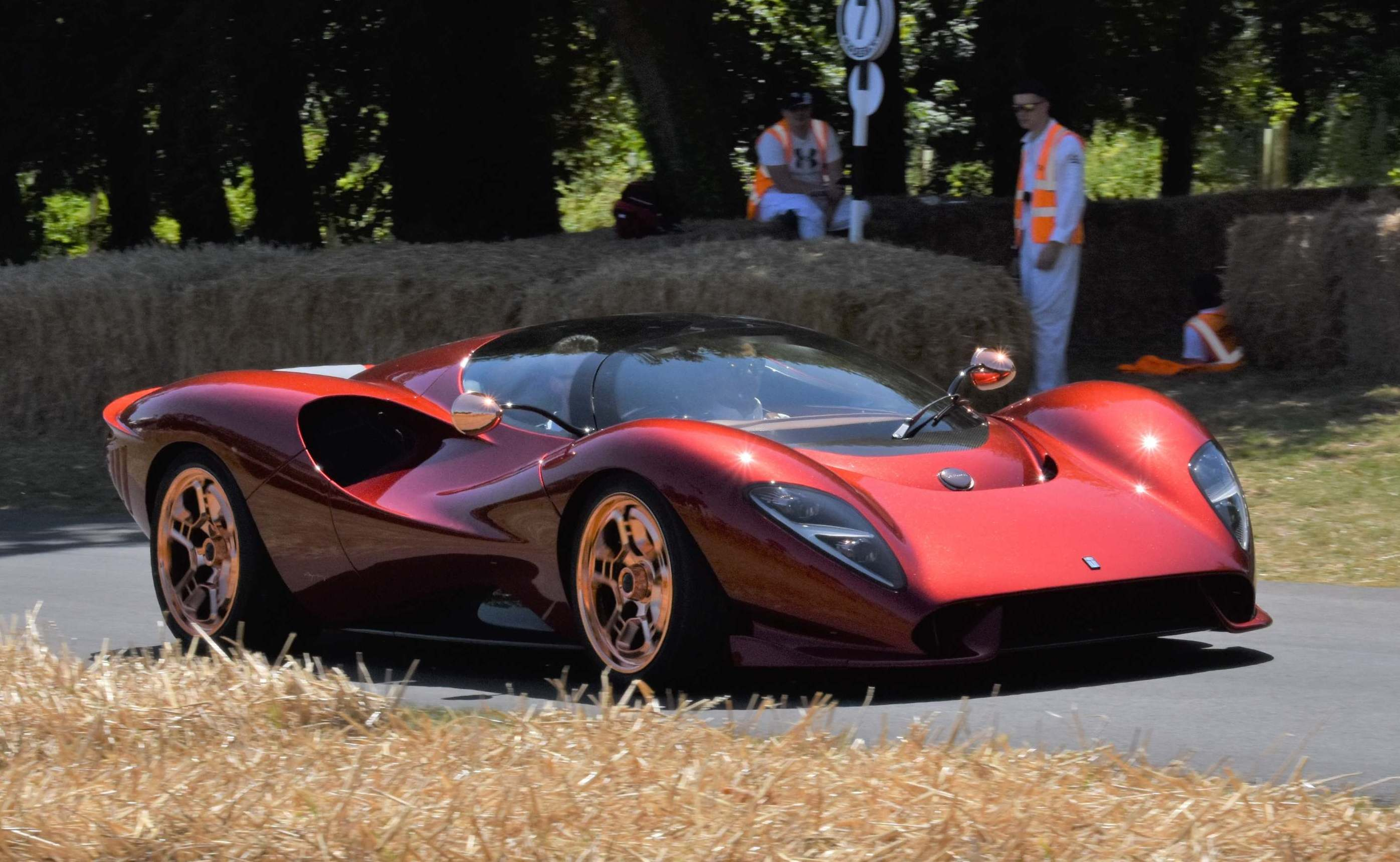
De Tomaso P72 em sua primeira aparição durante o Goodwood Festival of Speed 2019

Os direitos da marca De Tomaso foram adquiridos por Norman Choi, da Ideal Team Ventures em 2014. A nova gerência, sob a liderança de Choi, assumiu a tarefa de revitalizar a marca. Cinco anos depois, a empresa lançou seu primeiro produto, o carro esportivo com estilo retrô P72, no Goodwood Festival of Speed, na época do 60º aniversário da marca De Tomaso. O carro estava em desenvolvimento sob o codinome "Projeto P". O novo carro é baseado no chassi monocoque da Apollo Intensa Emozione, um carro fabricado pela empresa irmã Apollo Automobil, de De Tomaso, e 72 unidades do carro serão vendidas.

## Modelos

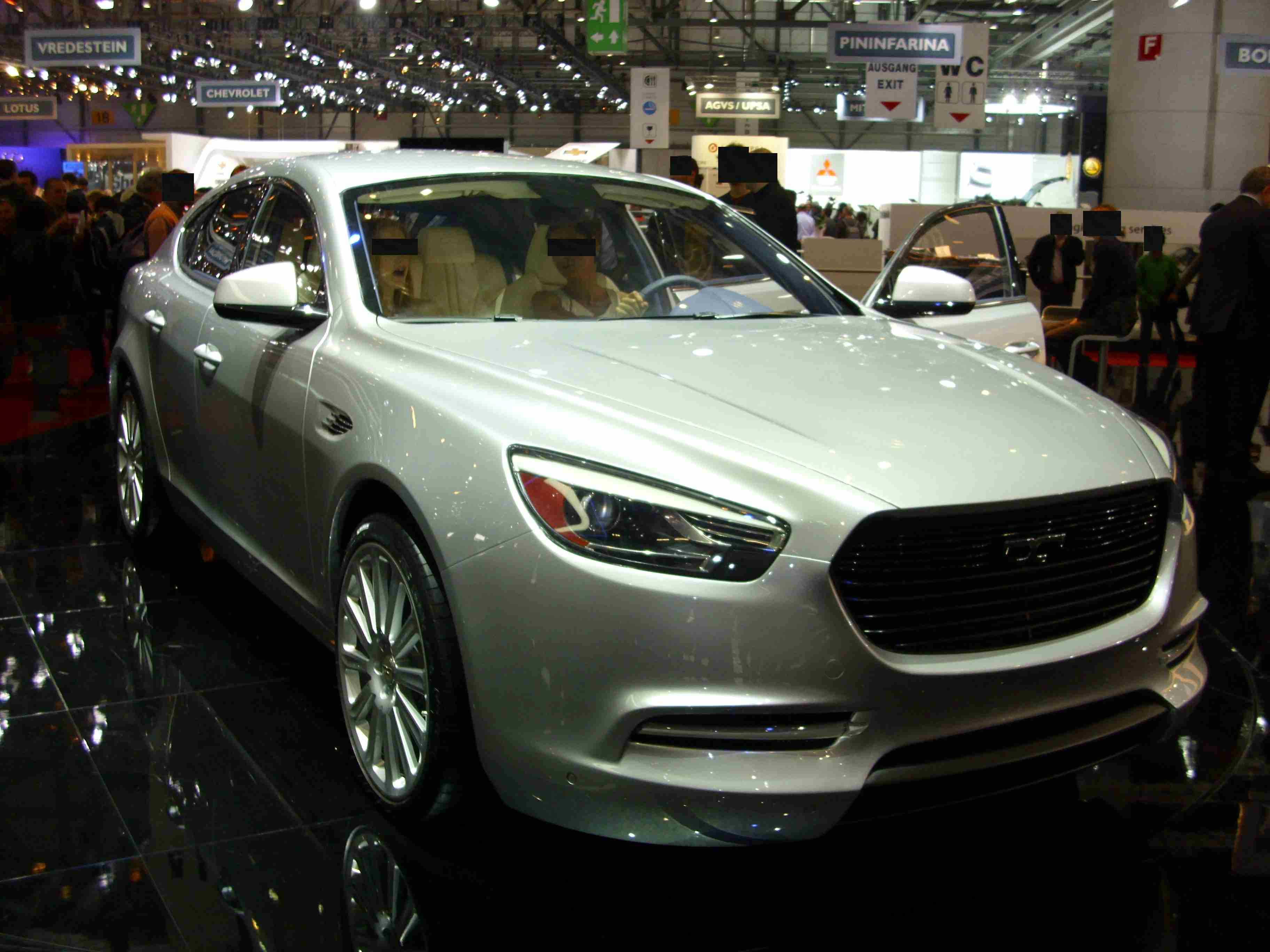
De Tomaso Deauville 2011

- Vallelunga
- Mangusta
- Pantera
- Deauville
- Longchamp
- Guarà
- Biguà

## Fórmula 1
De Tomaso fez várias participações na Fórmula 1 de 1961 a 1963, com chassi próprio e uma mistura de motores. Durante 1962, o De Tomaso 801 apareceu, com um V8 original de 135 graus 1498 cc com 200 CV (147 kW) a 9500 rpm e uma transmissão De Tomaso de seis velocidades (embora presumivelmente desenvolvido por Valerio Colotti). O design atarracado e um pouco não-dinâmico do carro levantou algumas questões entre os escritores do período, assim como a potência máxima reivindicada. O De Tomaso 801 foi inscrito em várias corridas, mas apareceu apenas uma vez, no Grande Prêmio da Itália de 1962, onde não se classificou.

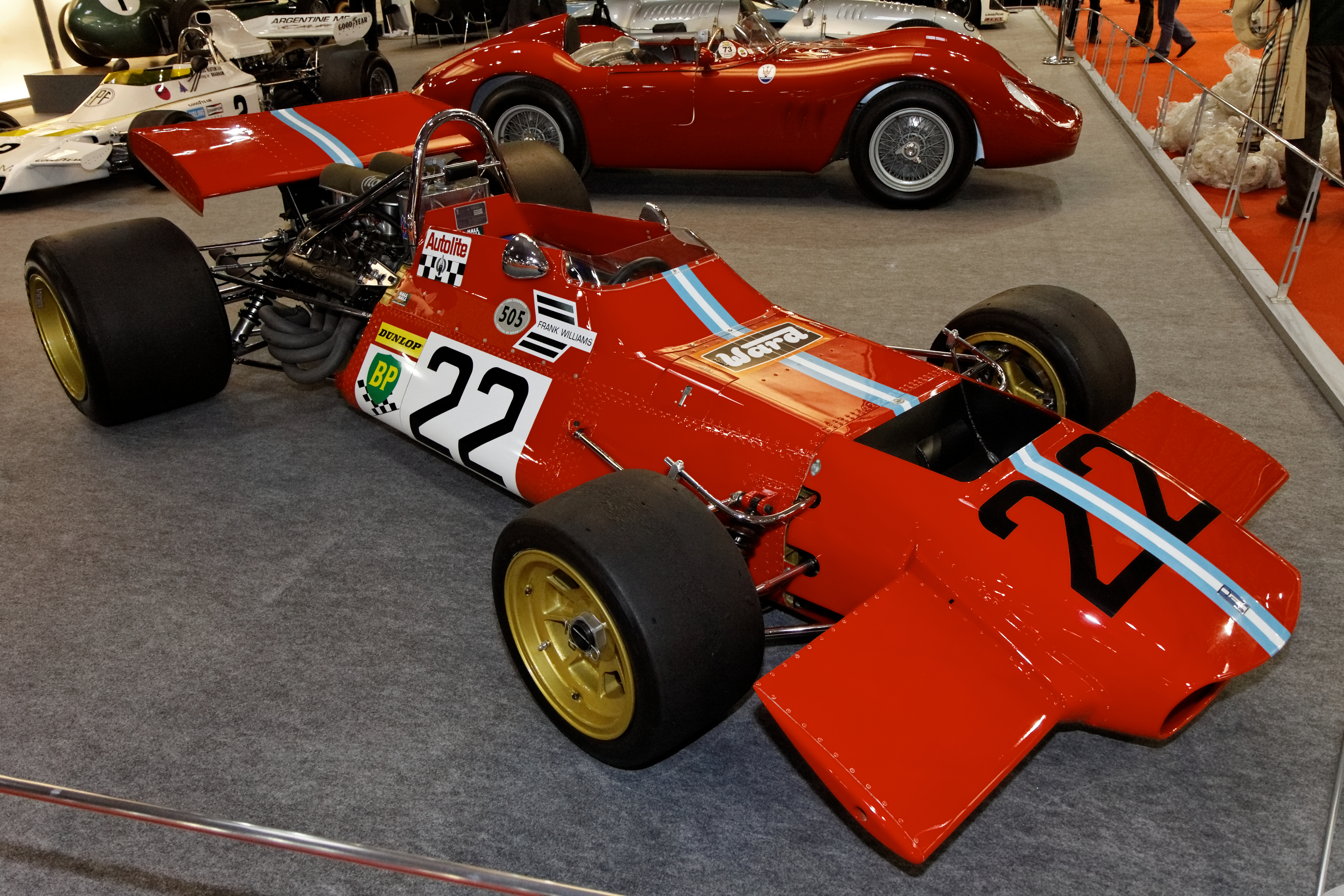
De Tomaso 505/38

De Tomaso então construiu um chassi de Fórmula 1 (projetado por Gian Paolo Dallara) para a Frank Williams Racing Cars usar na temporada de Fórmula 1 de 1970. O carro não era competitivo, falhando em terminar as quatro primeiras corridas do ano. No quinto, o Grande Prêmio da Holanda, o De Tomaso 505/38 virou e pegou fogo, matando o piloto Piers Courage. A equipe perseverou, primeiro com Brian Redman, depois Tim Schenken. No entanto, sem resultados, a parceria foi dissolvida no final da temporada.